# البروتوكول الاختياري لاتفاقية حقوق الأشخاص ذوي الإعاقة
البروتوكول الاختياري لاتفاقية حقوق الأشخاص ذوي الإعاقة، هي إتفاقية إضافية لإتفاقية حقوق الأشخاص ذوي الإحتياجات الخاصة. تم إعتمادها يوم 13 ديسمبر 2006، بدأ تنفيذها في ذات وقت تنفيذ الإتفاقية الأساسية في 3 مايو 2008. في يوليو 2020، لقد بات لديها 94 موقع و97 دول أطراف.
أسس البروتوكول الإختياري آلية شكوى فردية للإتفاقية شبيهة بتلك القائمة في العهد الدولي الخاص بالحقوق المدنية والسياسية، وإتفاقية القضاء على جميع أشكال التمييز ضد المرأة، وأيضًا إتفاقية القضاء على جميع أشكال التمييز العنصري. غير أن هذا البروتوكول يستجيب إلى الحقوق الفردية المتعلقة بالحقوق الإقتصادية والإجتماعية والثقافية. وافقت الأطراف على الإعتراف بكفاءة إتفاقية حقوق الأشخاص ذوي الإحتياجات الخاصة بالنظر إلى شكاوى الأفراد والجماعات التي تحتج بإنتهاك حقوقها تحت هذه الإتفاقية. تستطيع اللجنة أن تطلب معلومات وتقدم التوصيات للأطراف.
بالإضافة إلى ذلك، يصرح للأطراف السماح للجنة بالتحقيق والإفادة وتقديم التوصيات على «الإنتهاكات الجسيمة أو المنهجية» لهذه الإتفاقية. يسمح للأطراف بالإنسحاب من هذا الإلتزام عند الإقرار والتوقيع.
تتطلب الإتفاقية الإختيارية عشرة مؤيدين ليتم تنفيذها.
إبتداءًا من 2015، لجنة الأمم المتحدة لحقوق الإنسان ذوي الإعاقة أجرت إستجواب لمدى تأثير سياسات حكومة الولايات المتحدة على الأشخاص ذوي الإحتياجات الخاصة إرتباطًا بــ إلتزامات حقوق الإنسان. لم يسبق للجنة إجراء تحقيق من هذا القبيل.

## روابط خارجية
- Text of the Optional Protocol
- Ratification status
- Committee on the Rights of Persons with Disabilities